# Takargo
Der Takargo (auch Dragkar-Go) ist ein Berg im Himalaya in der Gebirgsgruppe Rolwaling Himal.
Der 6771 m hohe Takargo liegt in der nepalesischen Verwaltungszone Janakpur.
Der Takargo befindet sich in einer Berggruppe, die vom Drolambaogletscher im Osten, dem Trakardinggletscher und dem Gletschersee Tsho Rolpa im Süden sowie dem Ripimo-Shar-Gletscher im Westen abgegrenzt wird. 

## Besteigungsgeschichte
Der Takargo wurde am 12. März 2010 von den beiden US-Amerikanern Joe Puryear und David Gottlieb erstbestiegen. Die Aufstiegsroute führte über die Ostwand zum Gipfel.